# Neborivka, Cervonoarmiisk
Neborivka (în ucraineană Неборівка) este un sat în comuna Martînivka din raionul Cervonoarmiisk, regiunea Jîtomîr, Ucraina.

## Demografie
Componența lingvistică a localității Neborivka
     Ucraineană (100%)
Conform recensământului din 2001, toată populația localității Neborivka era vorbitoare de ucraineană (100%).